# 長楽寺 (白井市)
長楽寺（ちょうらくじ）とは千葉県白井市根にある天台宗の寺院。七次地区の菩提寺であり、七寳山灌頂院を号する。本尊は阿弥陀如来。

## 歴史
文明年間(1469年－1486年)の開基とされる古刹である。さらに元禄元年(1688年)に本堂が再建されている。現本堂は本山延暦寺中堂の様式を取り入れた座禅などの修行道場としても知られている。横には江戸時代前期に建立された大日神社がある。

## 伽藍

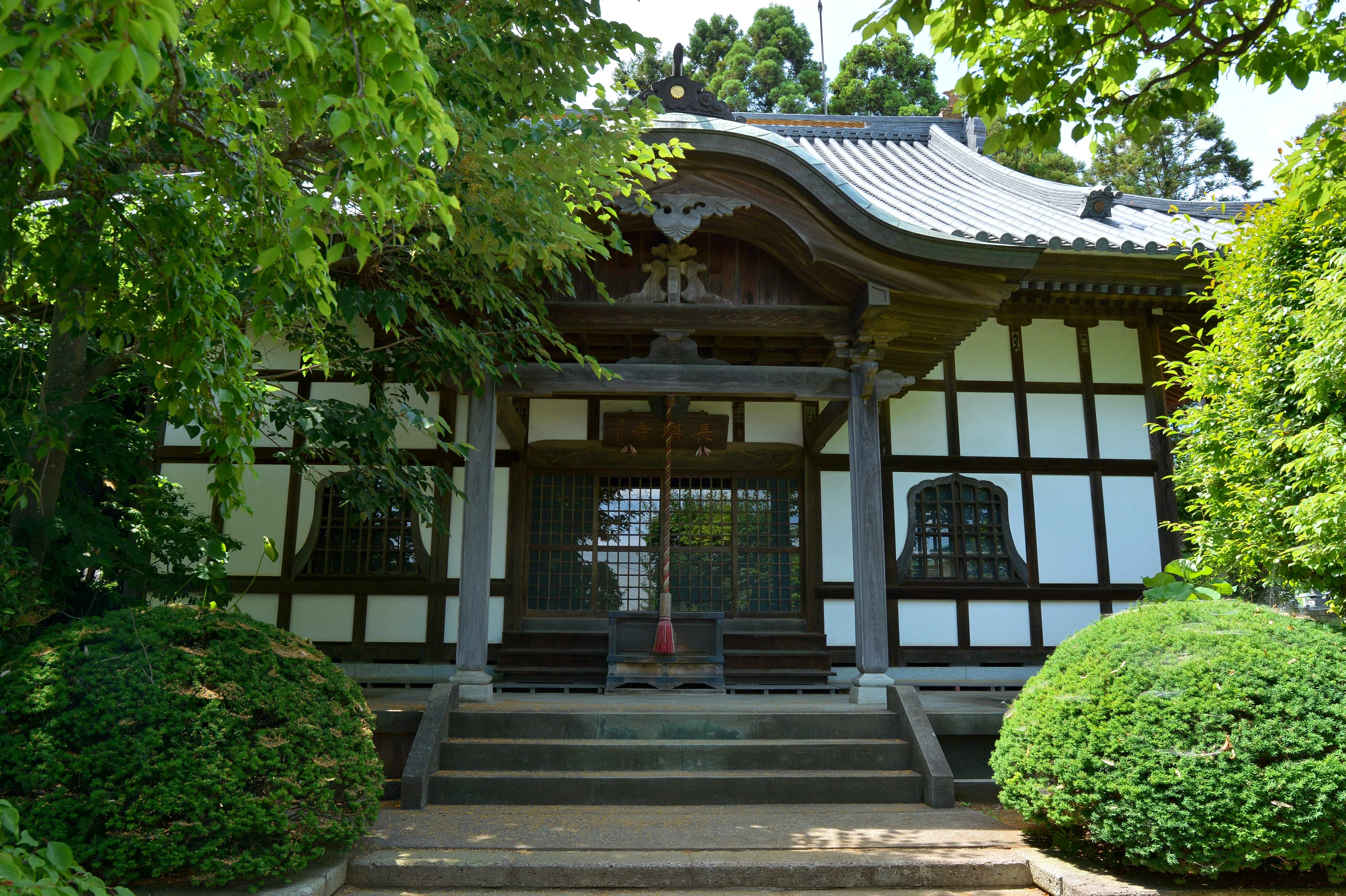
本堂
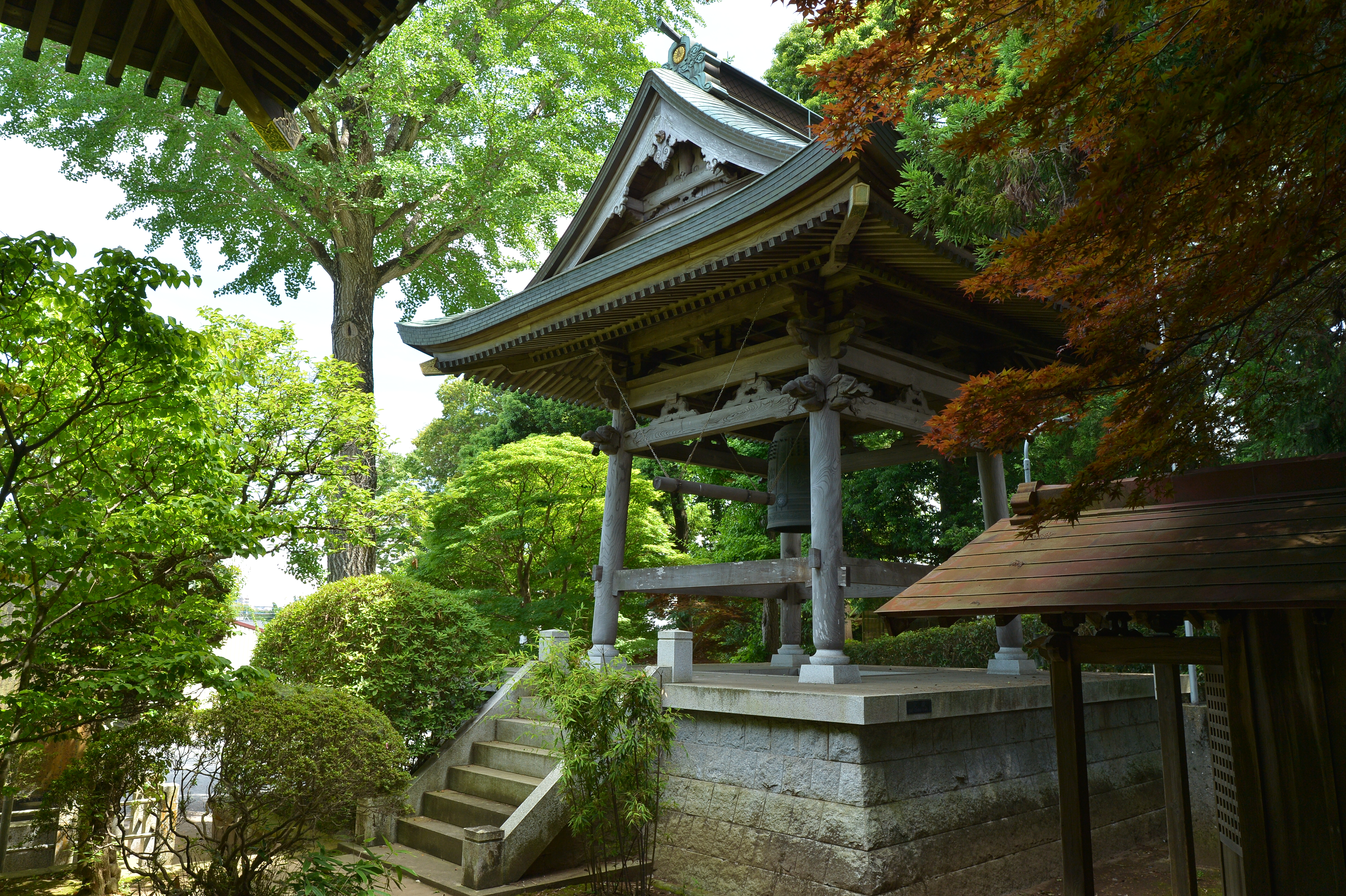
鐘楼
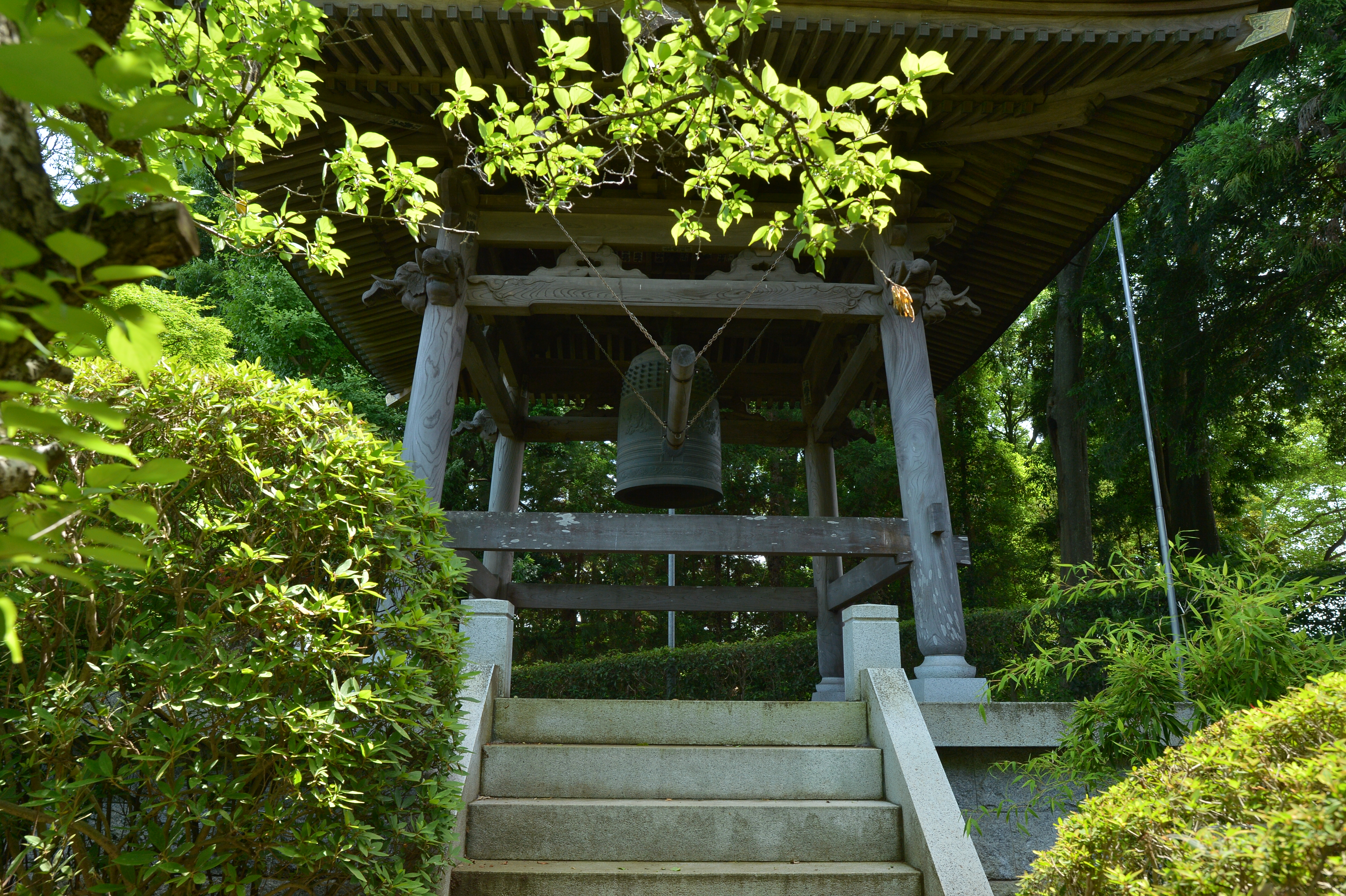
梵鐘

- 本堂
- 鐘楼
- 梵鐘

## 文化財
阿弥陀如来立像(市文化財指定 非公開)
座高98cm。江戸時代前期の作。

## 所在地
北総鉄道北総線「西白井駅」から徒歩15分。